# BRM P133
BRM P133 — шасси команды British Racing Motors в Формуле-1 (сезоны 1968 и 1969).

## 1968
Команда British Racing Motors стала использовать шасси BRM P133, начиная с Гран-при Испании 1968 года. Педро Родригес, автогонщик из Мексики, стартовал на нём во всех Гран-при сезона 1968 Формулы-1 (кроме стартового — Гран-при ЮАР). 

Родригес попал в аварию на первых двух Гран-при: Испании (стартовал вторым) и Монако. Однако на Гран-при Бельгии он финишировал вторым, а на Гран-при Нидерландов — третьим. После этого Педро Родригес дошёл до финиша, но не был классифицирован на Гран-при Франции, а затем снова сошёл на Гран-при Великобритании. Следующий этап — Гран-при Германии — принёс 1 очко за 6 место. Но затем Родригес опять не дошёл до финиша на Гран-при Италии в Монце. 

Три последние гонки сезона прошли в Северной Америке: это были Гран-при Канады, США и Мексики. Педро Родригес в общей сложности набрал на этих этапах 7 очков: на Гран-при Канады он финишировал третьим, а на Гран-при Мексики — финальном этапе сезона — четвёртым. При этом на предпоследнем (американском) этапе сезона Родригес сошёл. Однако в общем зачёте сезона 1968 он стал шестым (с 18 очками), трижды придя на подиум, а British Racing Motors набрали 28 очков (5 место).

## 1969
В сезоне 1969 Формулы-1 в BRM сменился состав: полный сезон провели чемпион мира 1964 года Джон Сёртис и проводивший свой третий сезон Джеки Оливер. Педро Родригес перешёл в команду Reg Parnell Racing. Шасси BRM P133 использовалось только Джеки Оливером на Гран-при ЮАР, Испании, Монако, Нидерландов и Великобритании. (British Racing Motors пропустили пятый этап сезона — Гран-при Франции). Очков набрать не удалось, более того — Джеки Оливер финишировал всего один раз, на Гран-при ЮАР.

## Результаты выступлений
| Легенда к таблице |                                                                    |
| --- | ------------------------------------------------------------------ |
| В таблице перечислены результаты всех Гран-при Формулы-1, в которых использовался автомобиль. Строками таблицы являются сезоны, столбцами — этапы чемпионата мира. В каждой клетке указаны сокращённое название этапа и результат, дополнительно обозначенный цветом. Расшифровка обозначений и цветов представлена в нижеследующей таблице. |                                                                    |
| \| Пример \| Описание \| \| ------------ \| ------------------------------------------------------------------ \| \| 1 \| Победитель \| \| 2 \| Второе место \| \| 3 \| Третье место \| \| 5 \| Финишировал, заработав очки \| \| Сход \| Не финишировал, но при этом заработал очки \| \| 12 \| Финишировал, не получив очков \| \| НКЛ \| Финишировал, но не попал в финальную классификацию \| \| 15 \| Участвовал вне зачёта, либо по отдельной классификации \| \| 18 \| Не финишировал, но попал в финальную классификацию \| \| Сход \| Не финишировал \| \| НКВ \| Не прошёл квалификацию \| \| НПКВ \| Не прошёл предквалификацию \| \| ДСК \| Дисквалифицирован \| \| ИСК \| Исключён из протокола соревнований \| \| ТТ \| Заявлен для участия только в тренировках \| \| НС \| Участвовал в квалификации, но не стартовал в гонке \| \| Т \| Травмирован или болен \| \| ОТК \| Отказ от участия \| \| НТР \| Прибыл на соревнования, но на трассу не выезжал \| \| НПР \| Был заявлен в числе участников, но не прибыл к началу соревнований \| \| О \| Соревнования отменены \| \| \| Не участвовал \| \| Поул-позиция \| \| \| Быстрый круг \| \| |                                                                    |
| Пример | Описание                                                           |
| 1 | Победитель                                                         |
| 2 | Второе место                                                       |
| 3 | Третье место                                                       |
| 5 | Финишировал, заработав очки                                        |
| Сход | Не финишировал, но при этом заработал очки                         |
| 12 | Финишировал, не получив очков                                      |
| НКЛ | Финишировал, но не попал в финальную классификацию                 |
| 15 | Участвовал вне зачёта, либо по отдельной классификации             |
| 18 | Не финишировал, но попал в финальную классификацию                 |
| Сход | Не финишировал                                                     |
| НКВ | Не прошёл квалификацию                                             |
| НПКВ | Не прошёл предквалификацию                                         |
| ДСК | Дисквалифицирован                                                  |
| ИСК | Исключён из протокола соревнований                                 |
| ТТ | Заявлен для участия только в тренировках                           |
| НС | Участвовал в квалификации, но не стартовал в гонке                 |
| Т | Травмирован или болен                                              |
| ОТК | Отказ от участия                                                   |
| НТР | Прибыл на соревнования, но на трассу не выезжал                    |
| НПР | Был заявлен в числе участников, но не прибыл к началу соревнований |
| О | Соревнования отменены                                              |
| | Не участвовал                                                      |
| Поул-позиция |                                                                    |
| Быстрый круг |                                                                    |

| Год  | Шасси    | Команда                  | Ш | Гонщики        | 1   | 2    | 3    | 4    | 5   | 6    | 7    | 8   | 9   | 10  | 11   | 12  | Место | Очки |
| ---- | -------- | ------------------------ | - | -------------- | --- | ---- | ---- | ---- | --- | ---- | ---- | --- | --- | --- | ---- | --- | ----- | ---- |
| 1968 | BRM P133 | Owen Racing Organisation | G |                | ЮАР | ИСП  | МОН  | БЕЛ  | НИД | ФРА  | ВЕЛ  | ГЕР | ИТА | КАН | США  | МЕК | 5     | 28   |
| 1968 | BRM P133 | Owen Racing Organisation | G | Педро Родригес |     | Сход | Сход | 2    | 3   | НКЛ  | Сход | 6   |     | 3   | Сход | 4   | 5     | 28   |
| 1969 | BRM P133 | Owen Racing Organisation | D |                | ЮАР | ИСП  | МОН  | НИД  | ФРА | ВЕЛ  | ГЕР  | ИТА | КАН | США | МЕК  |     | 5     | 7    |
| 1969 | BRM P133 | Owen Racing Organisation | D | Джеки Оливер   | 7   | Сход | Сход | Сход |     | Сход |      |     |     |     |      |     | 5     | 7    |